# Citroën SM
Pour les articles homonymes, voir SM.
La Citroën SM ou SM Maserati est une automobile sportive de grand tourisme, développée par le constructeur automobile français Citroën. Lancée en mars 1970, sa carrière s'achève en 1975. Elle demeure l'un des modèles mythiques de la marque recherchés des collectionneurs.

## Description
La SM (pour projet S Maserati) est un grand coupé 2+2 ; les places arrière sont moins spacieuses mais restent néanmoins utilisables par deux adultes. Si le coffre est muni d'un hayon, les sièges arrière sont fixes. La planche de bord, qui adopte un dessin épuré et futuriste avec cadrans et volant ovoïdes, équipe également la Maserati Merak.
La suspension est hydropneumatique comme sur toutes les grandes Citroën depuis 1954, celle-ci dérive directement de la DS.
La tenue de route est exemplaire : la SM dispose d’une très bonne répartition des masses, le moteur est disposé longitudinalement en position centrale, la boîte de vitesses vers l’avant, une disposition chez Citroën déjà vue sur la DS et la Traction. 
Le train avant est dérivé de la DS et est retourné, il reprend la particularité géométrique rare du pivot dans l’axe : sa ligne fictive joignant les pivots inférieurs et supérieurs de moyeux, croise le milieu du centre de l'aire d'appui du pneu au sol. Cette disposition rend la suspension et la direction quasi insensibles aux inégalités de la route ou aux conséquences d'une crevaison.

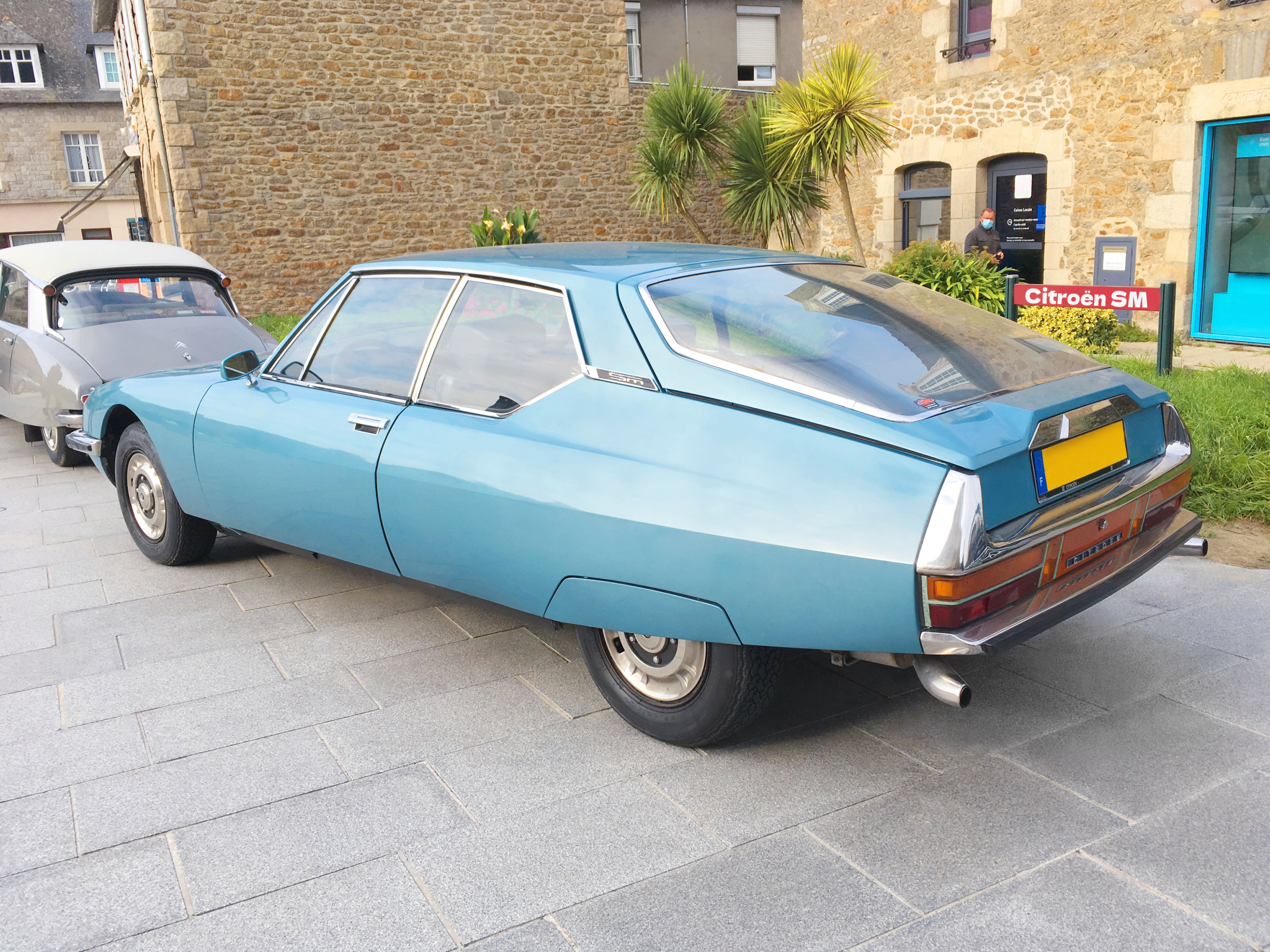
Poupe à la fois fastback et hatchback de la Citroën SM, ici une bleu platine.

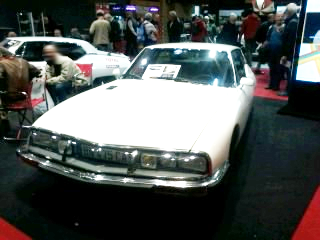
Première SM fabriquée, dans sa livrée blanc cygne.

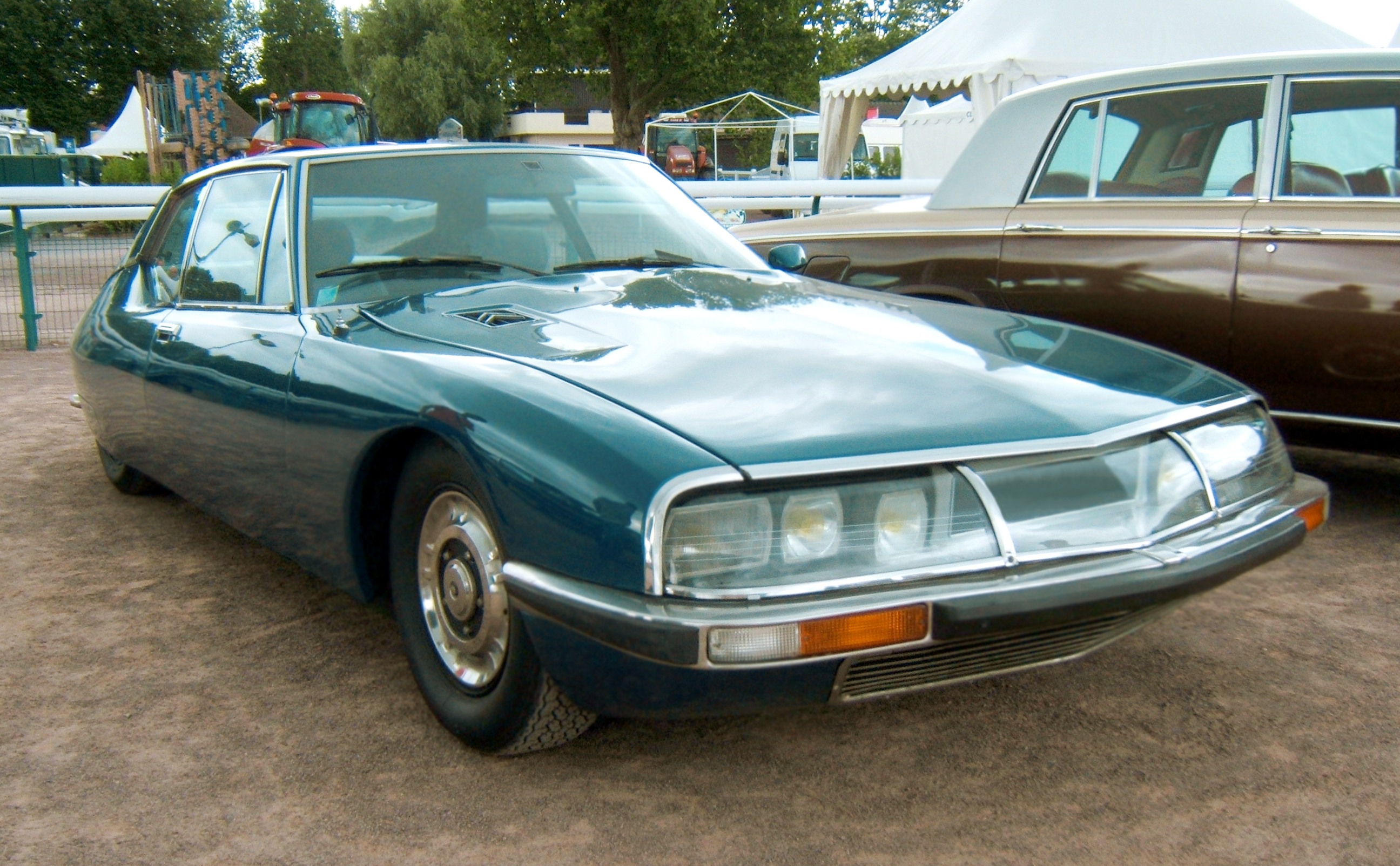
La Citroën SM dans une livrée vert des tropiques.

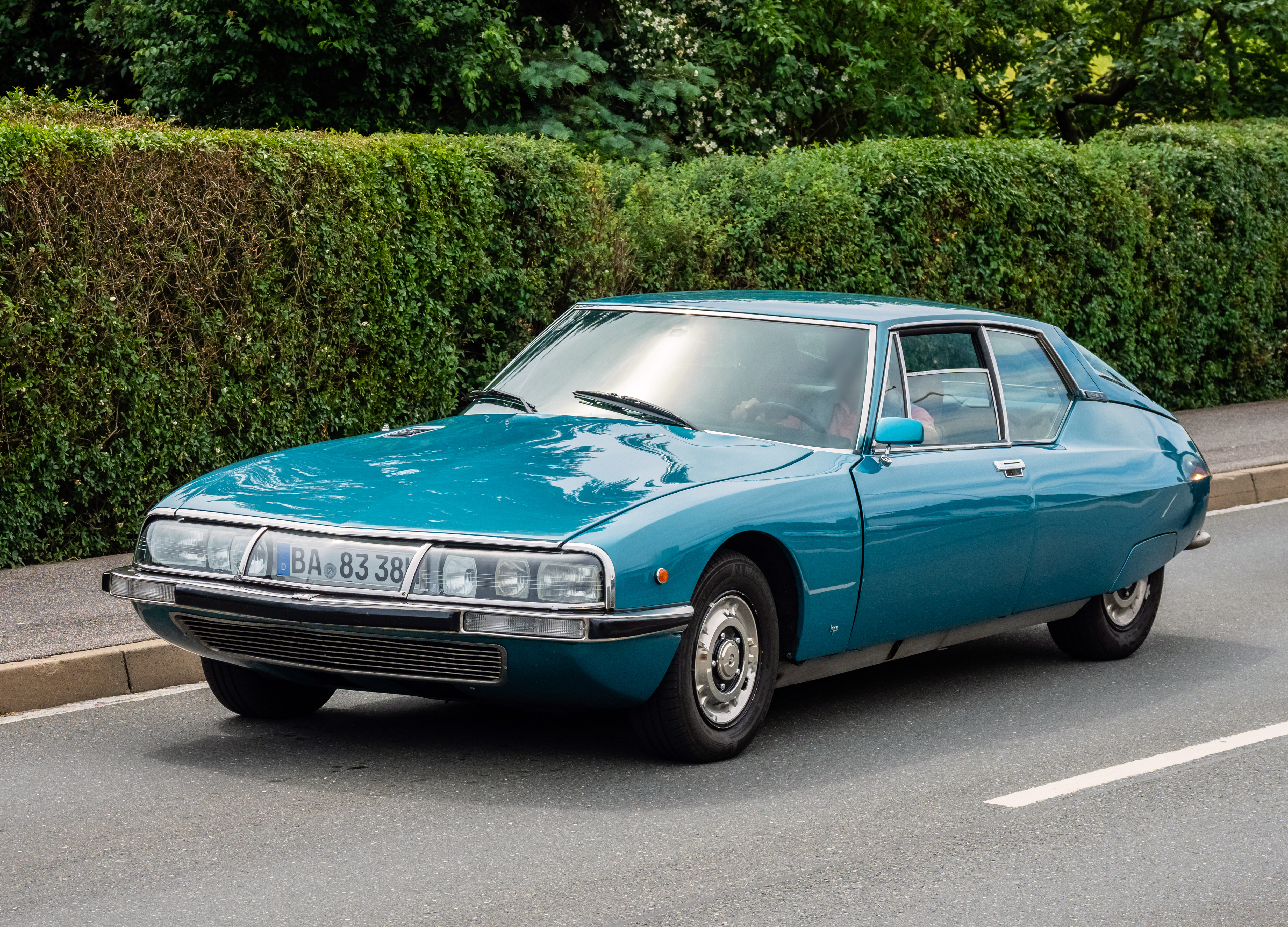
Une Citroën SM dans une livrée bleu Brégançon.

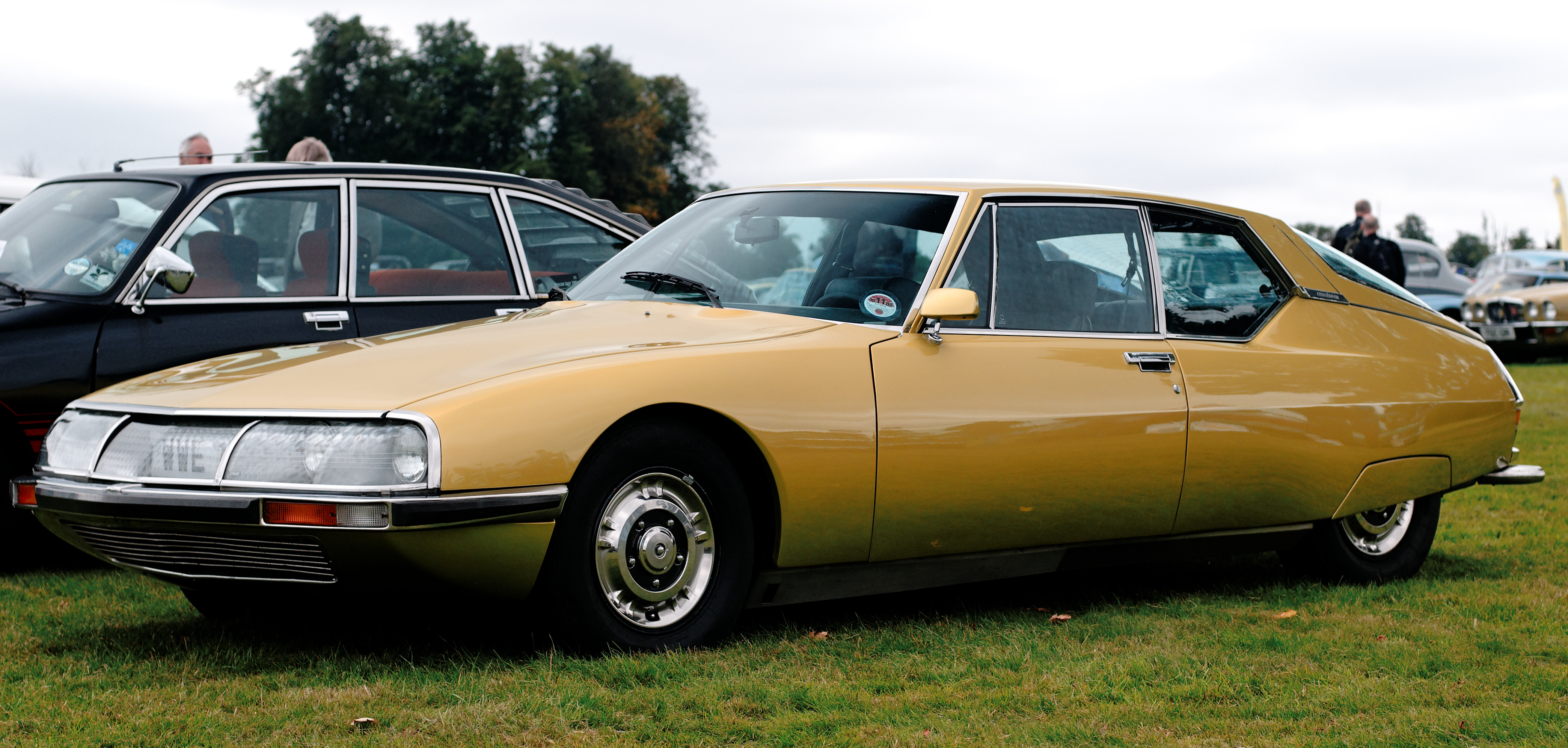
Citroën SM 1974.

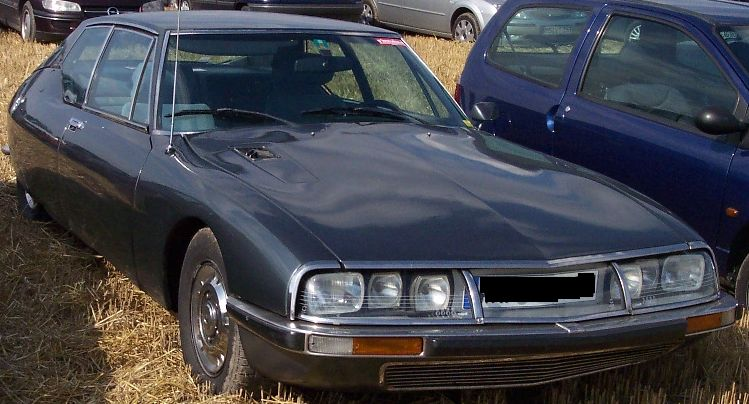
Citroën SM.

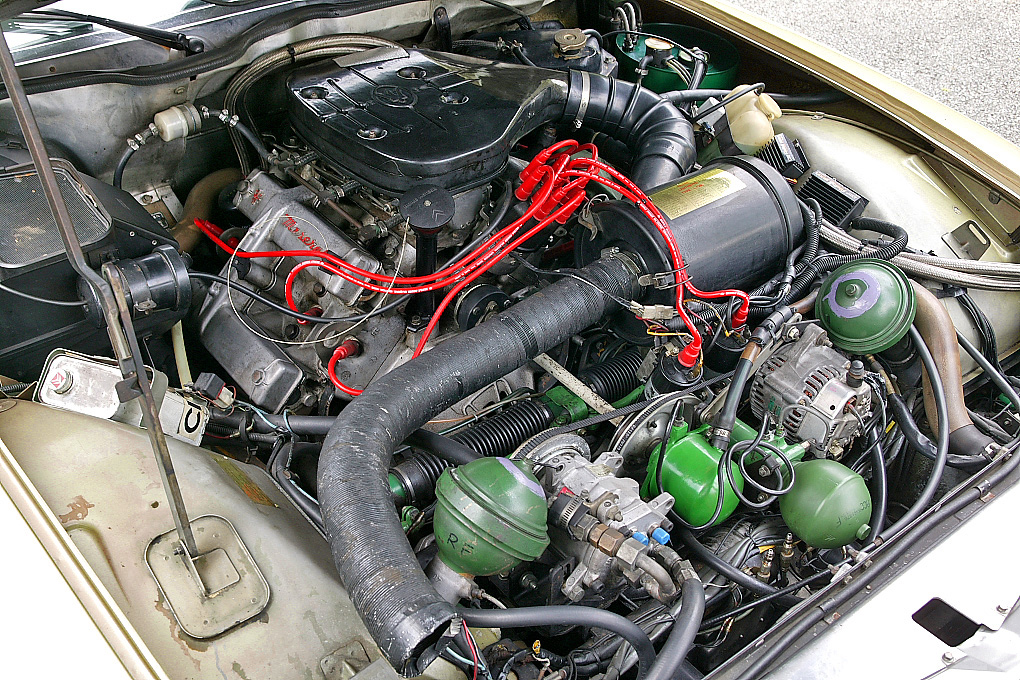
Le compartiment moteur où l'on peut voir (outre le moteur Maserati Type SC, C114-03 à injection en spécification européenne, produit de 1972 à 1975) 2 sphères de suspension, la pompe haute pression au centre et à côté d’elle la sphère dite « accumulateur principal».

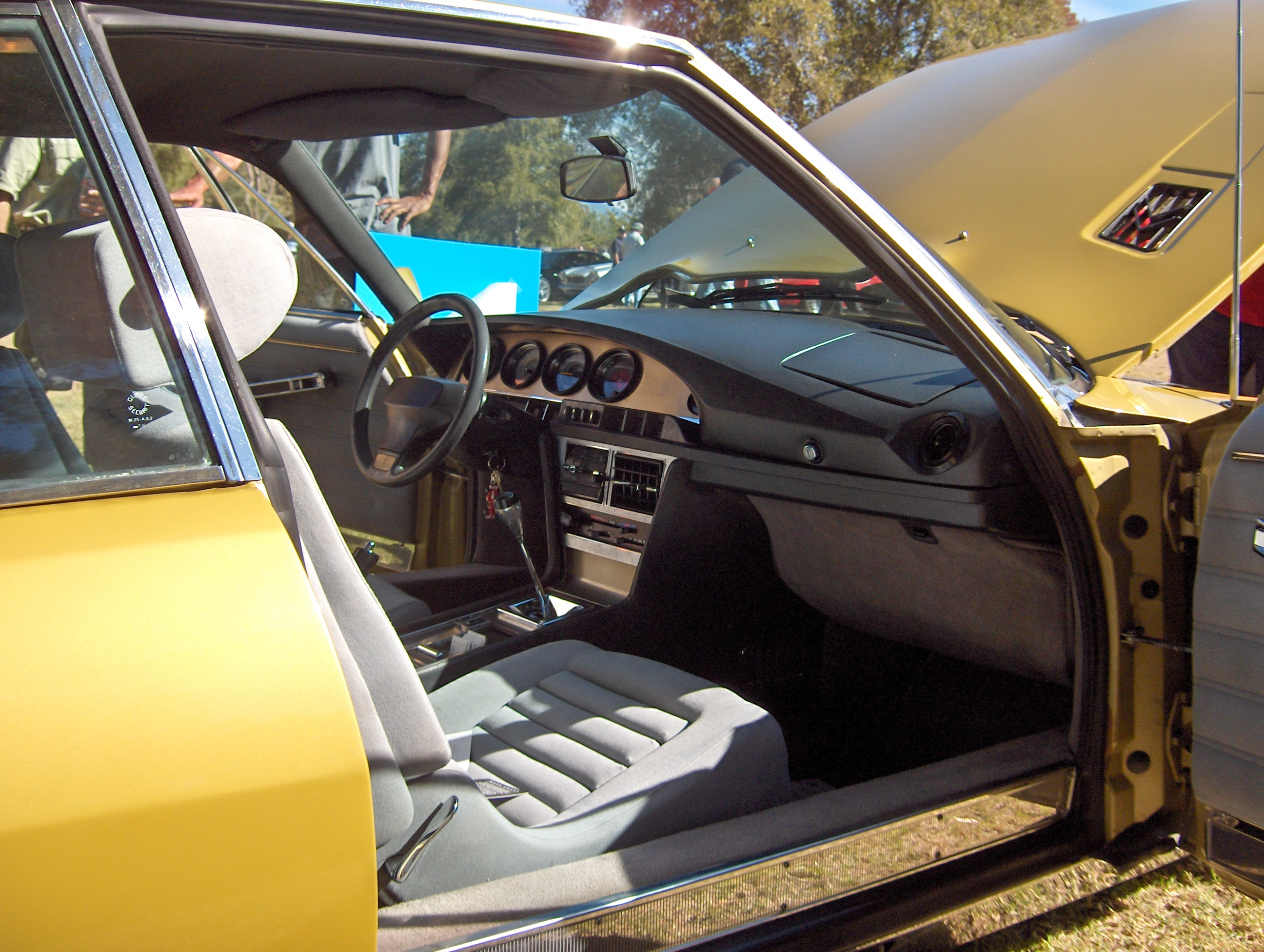
Le tableau de bord.

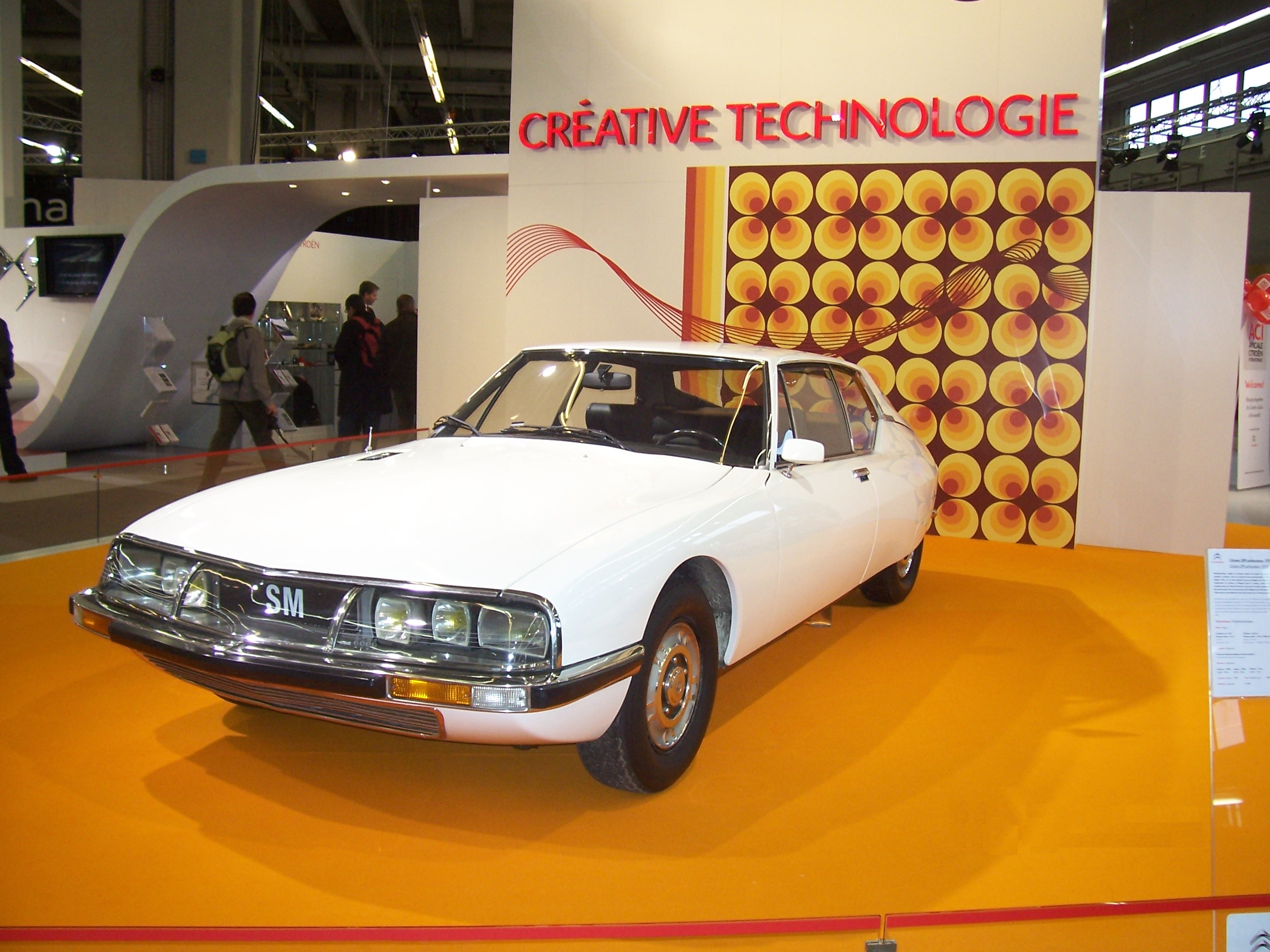
Citroën SM exposée au salon Rétromobile en 2010.

Les masses non suspendues du train avant sont diminuées grâce aux disques de freins montés sur les arbres de transmission en sortie de boîte de vitesses, tout ceci est également dérivé des GS et DS à boîte manuelle. Cette disposition "in-board" des disques de freins avant, favorise encore l’efficacité de la suspension, au détriment de la facilité de la maintenance, avec le remplacement des plaquettes et disques avant notamment.
En option, les masses non suspendues peuvent encore être significativement réduites grâce à des roues en résine encore plus légères que des roues en alliage léger. Les roues normales de la SM sont en tôle embouties avec enjoliveurs.

## Caractéristiques

### Motorisation
L'absence d'un moteur spécifique chez Citroën, puis le rachat de la firme italienne Maserati en 1968 permet à Citroën de doter la SM d'un moteur Maserati V6 étudié spécifiquement. Un moteur V8 de Maserati Indy est, dans un temps record, amputé de deux cylindres pour impressionner les cadres de Citroën sur la réactivité de Maserati. Selon Marc Sonnery auteur du livre Maserati, the Citroen Years (eauxrouges publishing) ce moteur 'V8 - 2' prototype est toujours stocké à Modène. Pour le V6 de série, les ingénieurs partiront d'une feuille blanche.
La SM est animée de 1970 à 1972 par un moteur V6 à 90° de 2 670 cm3 de cylindrée à trois carburateurs double corps Weber et d'une puissance de 170 ch DIN (au régime très raisonnable de 5 500 tr/min). Le couple est de 230 N m à 4 000 tr/min. Cette mécanique à deux arbres à cames en tête par rangée de cylindres a été développée directement par l'ingénieur Giulio Alfieri de Maserati sous la direction du bureau d'études de la rue du Théâtre au Quai de Javel à Paris.
Pour les modèles 1973 et jusqu'à la fin de la production, en réponse aux nouvelles normes anti-pollution, le moteur sera équipé de l'injection électronique Bosch D-Jetronic qui fera passer sa puissance à 178 ch DIN à 5 500 tr/min (couple 232 N m à 4 000 tr/min) tout en améliorant la souplesse et la consommation.
Pour 1974, une version à boîte automatique BorgWarner à 3 rapports apparaît. Pour compenser la perte de puissance due au convertisseur, la SM automatique dispose du moteur de la Maserati Merak, de 2 965 cm3 dans une version de 180 ch DIN à 5 720 tr/min (245 N m de couple à 4 000 tr/min). Il est équipé d'un échappement à oxydation pour répondre aux normes anti-pollution. Quelques SM seront également exportées aux États-Unis et au Canada en version 3 litres avec une boîte de vitesses automatique ou beaucoup plus rarement, manuelle.
Le moteur 3 litres dans une version 190 ch DIN équipera la Maserati Merak, la Maserati Quattroporte II et la Ligier JS2,
Une seule SM V8 1974 au moteur prototype 4 litres de 260 ch DIN a été modifiée par Maserati spécialement pour l'ingénieur motoriste de Maserati qui voulait en démontrer la possibilité, mais sa mise en production a été refusée par Citroën.

### Une technique avancée
La SM comporte pour l’époque des équipements à la pointe de la technologie automobile :
- Freinage hydraulique assisté haute pression, principe et dispositif de commande similaire à la DS, elle est équipée de 4 disques, une nouveauté chez Citroën - adopté aussi sur la GS la même année. La puissance du freinage arrière ainsi que sa répartition avant-arrière est fonction de la pression hydraulique dans la suspension arrière.
- Direction assistée DIRAVI dont la puissance du rappel en ligne droite est asservie à la vitesse, donnant un effet d’assistance variable.
- Six projecteurs sous capot vitrine - contribuant au Cx de 0,339 dont deux directionnels, ceux de l'intérieur, par dispositif hydraulique. Correction dynamique du réglage en fonction de l'assiette de la voiture, également par une liaison hydraulique moyennant la position des barres antiroulis, il s’agit de maintenir le réglage du faisceau lumineux toujours parallèle à la route, ce système avait déjà été adopté en cours de carrière sur les DS, au moyen de câbles ; un équipement devenu aujourd’hui électronique concernant par exemple les C5 II et C6) ;
- Jantes ultra légères Michelin en composite dites « RR » (résine renforcée) en option ;
- Première voiture en Europe avec réglage en hauteur et en profondeur du volant ;
- Première voiture avec pare-brise collé contribuant significativement à la rigidité de la caisse.

### Direction
Imaginée par l’ingénieur Paul Magès, père de l’hydraulique Citroën, la DIRAVI est la DIrection à Rappel Asservi à la VItesse. C’est une direction assistée hydrauliquement, avec quelques singularités. Contrairement à ce qui est souvent répété, ce n’est pas une direction à assistance variable. 
Un bloc de commande détecte l’action sur le volant par rapport au pignon sur la crémaillère et un tiroir hydraulique modifie l’équilibre des pressions gauche/droite pour faire bouger le vérin d’assistance intégré dans la crémaillère.
Un petit vérin applique une force de rappel en ligne droite côté volant dans le bloc de commande. Sa pression d’appui sur une came en forme de cœur, dont le creux matérialise la ligne droite, augmente avec la vitesse au moyen d’un dispositif centrifuge monté sur la boîte de vitesses.
L'assistance est très prononcée et compense une démultiplication particulièrement faible avec 2 tours de volant de butée à butée, un point capital voulu par son concepteur pour une réactivité optimale. La force de rappel du volant en ligne droite augmente avec la vitesse et masque la forte assistance qui reste constante évitant ainsi les corrections de trajectoire intempestives et exagérée.
Une autre des particularités de la DIRAVI est d’être irréversible : le volant donne la consigne et l’hydraulique exécute le mouvement désiré. Si le volant ne bouge pas, la pression hydraulique agit en permanence de part et d’autre du vérin d’assistance, qui immobilise la crémaillère, dans la position où elle se trouve, verrouillant ainsi hydrauliquement l’orientation des roues. Les remontées parasites dans la direction étant déjà considérablement limitées par la géométrie particulière du train avant, ce système empêche toute perturbation extérieure. Cette particularité du verrouillage hydraulique concernait déjà la direction de la DS mais avec une mise en œuvre différente.
Le braquage est strictement imposé par le conducteur qui ne ressent que la force de rappel en ligne droite, d’autant plus puissante que la vitesse est élevée, donnant l’effet - et l’effet seulement d’une direction à assistance variable, mais surtout l’appréciable sensation d’être comme guidé par des rails, sans transmission des irrégularités de la route, ni influence de ceux-ci sur le braquage des roues, au bénéfice du confort et de la sécurité.
Pour profiter pleinement de cette rigoureuse tenue de cap si particulière, plus que pour toute autre voiture, le réglage de la géométrie doit être parfaitement conforme aux prescriptions du constructeur, l’état de toutes les articulations du train avant ainsi que du train arrière doit être irréprochables.

### Carrosserie
Le style très particulier de la SM fut directement inspiré par le vent. Elle portait d'ailleurs, comme beaucoup de Citroën, des jupes d'ailes arrière carénant la moitié des roues. C'est dans ce sens que Robert Opron - styliste embauché par la suite par la Régie Renault, qui sera auteur entre autres des Fuego, 9, 11, 25, donnera naissance à des formes à la fois douces et vives, évoquant vitesse et puissance.
19 teintes de carrosseries furent disponibles :
| Marque  | Modèle | Nom des couleurs                  | Codes des couleurs | Type de teinte | Coloris de Pavillon pouvant être assorti | de   | à    |
| ------- | ------ | --------------------------------- | ------------------ | -------------- | ---------------------------------------- | ---- | ---- |
| Citroën | SM     | Gris Largentière                  | AC082              | Métallisée     | ─                                        | 1974 | 1975 |
| Citroën | SM     | Beige Tholonet                    | AC085              | Métallisée     | ─                                        | 1973 | 1975 |
| Citroën | SM     | Blanc Meije                       | AC088/EWT/GWB      | Opaque         | AC200 Noir                               | 1971 | 1975 |
| Citroën | SM     | Blanc Cygne                       | AC093              | Métallisée     | Gris Nacré (AC095)                       | 1970 | 1970 |
| Citroën | SM     | Gris Nacré                        | AC095              | Métallisée     | Noir (AC200)                             | 1971 | 1973 |
| Citroën | SM     | Noir                              | AC200/EXY/GYA      | Vernie         | ─                                        | 1971 | 1975 |
| Citroën | SM     | Sable Métallisé                   | AC318              | Métallisée     | ─                                        | 1971 | 1972 |
| Citroën | SM     | Feuille Dorée                     | AC319              | Métallisée     | ─                                        | 1971 | 1971 |
| Citroën | SM     | Or de Simiane                     | AC326              | Métallisée     | ─                                        | 1973 | 1975 |
| Citroën | SM     | Rouge de Rio (ex. Rouge Brasilia) | AC424              | Opaque         | AC095 Gris Nacré / AC200 Noir            | 1971 | 1971 |
| Citroën | SM     | Rouge de Grenade                  | AC426              | Opaque         | ─                                        | 1972 | 1972 |
| Citroën | SM     | Brun Scarabée                     | AC427              | Métallisée     | ─                                        | 1972 | 1975 |
| Citroën | SM     | Brun de Roquebrune                | AC430              | Métallisée     | ─                                        | 1974 | 1975 |
| Citroën | SM     | Vert des Tropiques                | AC525              | Métallisée     | ─                                        | 1971 | 1972 |
| Citroën | SM     | Vert Argenté                      | AC527              | Métallisée     | ─                                        | 1972 | 1975 |
| Citroën | SM     | Bleu d'Orient                     | AC616              | Opaque         | ─                                        | 1972 | 1973 |
| Citroën | SM     | Bleu Platine                      | AC632              | Métallisée     | ─                                        | 1971 | 1971 |
| Citroën | SM     | Bleu de Brégançon                 | AC637              | Métallisée     | ─                                        | 1973 | 1973 |
| Citroën | SM     | Bleu Delta                        | AC640              | Métallisée     | ─                                        | 1974 | 1975 |

Les carrosseries sont monochromes, sauf quelques rares exceptions telles que Blanc Cygne/Gris Nacré, Blanc Meije/Noir, Rouge de Rio (ou Rouge Brasilia)/Noir ou Gris Nacré

### Consommation
Bien que sa consommation en carburant fût plutôt inférieure à la moyenne de la catégorie (15 L/100 km à 160 km/h, 10 L/100 km en moyenne sur route, 18 L/100 km en ville), la SM fut partiellement victime des deux chocs pétroliers de 1973 et 1975, de la limitation de vitesse de 1974, du coût élevé de son entretien, mais surtout de l'incapacité du réseau Citroën à entretenir et régler un moteur Maserati particulièrement délicat - contrairement au reste de la technique, hydraulique et boîte de vitesses, étant très proche de celle de la DS. Malgré ses qualités, le moteur n'avait pas la fiabilité qu'attendait la clientèle pour cette catégorie de véhicules et nécessitait une coûteuse révision tous les 60 000 km, pour le remplacement de la chaîne de distribution située au centre du moteur.
L'apparition de l'injection électronique en 1973, apportant fiabilité et stabilité, simplifiera grandement l'entretien classique, tout en diminuant sensiblement la consommation. Néanmoins Peugeot, propriétaire de Citroën dès 1974, ayant un projet sur ses planches à dessin, une 604 également à moteur V6, mais qui consommerait davantage que la SM, avec un moteur moins puissant et des origines moins nobles, condamna la SM.

### Production
La SM, après des débuts prometteurs, fut relativement boudée des acheteurs français et étrangers après les premiers soucis sérieux de moteur, ce qui explique sa production à seulement 12 920 exemplaires entre 1970 et 1975. Le concept de grand tourisme, peu habituel dans l'offre automobile française, ne facilita guère les ventes, surtout dans des tarifs qui, pour les derniers modèles produits, approchaient les 100 000 F de l'époque, soit le double du prix d'une DS 23 - l'équivalent de cinq années du Smic des années 1975/76.
La carrosserie était fabriquée par Chausson à Gennevilliers (Hauts-de-Seine). L'assemblage était assuré par les usines de Javel à Paris puis, à la fin, par les usines Ligier, qui ont produit la JS2 à moteur SM près de Vichy (Allier). L'arrêt de la production de la SM fut décidé sous la pression de la firme nouvellement propriétaire Peugeot qui, du même coup, stoppera le projet d'une CX de haut de gamme à moteur Maserati.
| Année      | 1970 | 1971  | 1972  | 1973  | 1974 | 1975 | Total  |
| ---------- | ---- | ----- | ----- | ----- | ---- | ---- | ------ |
| Production | 868  | 5 032 | 3 992 | 2 619 | 294  | 115  | 12 920 |

## La SM aux États-Unis

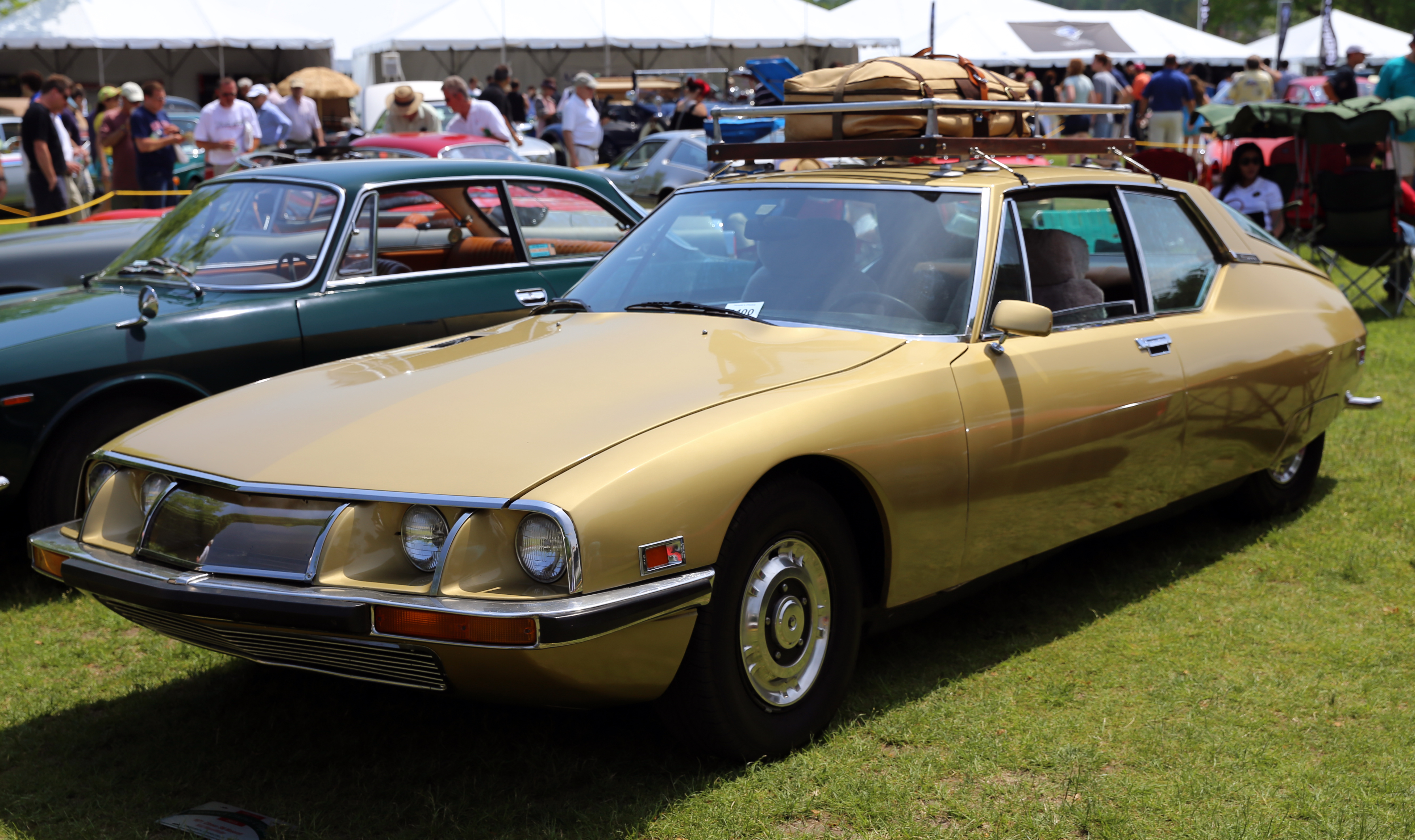
SM version U.S. caractéristique avec les 4 phares ronds dépourvus du carénage transparent.

Le marché d'exportation principal pour la SM était les États-Unis. Le marché pour les voitures de luxe était beaucoup plus important qu'en Europe bien que l'Allemagne ait été un gros client de la SM.
La SM a été équipée pour les États-Unis de phares ronds, car une loi de 1937 interdisait les phares mobiles et carénés. Très remarquée par sa conception unique, la SM remporte le prix de Meilleure voiture de l'année 1972, attribué par le magazine Motor Trend, fait jusqu'alors inconnu pour un véhicule étranger importé.
En dépit du succès initial, les ventes aux États-Unis ont soudainement cessé, car si Citroën s'attendait à une exemption en 1974 du règlement, concernant la hauteur des pare-chocs, imposée par la National Highway Traffic Safety Administration, cette dérogation n'a finalement pas été accordée : la suspension à assiette variable de la SM rendait l'homologation impossible.

## Les SM sportives
Au début des années 1970, Citroën construit un prototype raccourci, élargi et rabaissé afin de tester différentes solutions techniques sur une traction avant dotée de motorisations très puissantes pouvant aller jusqu'à 380 ch avec le V6. Aujourd'hui, cet exemplaire unique jaune, noir et rouge fait partie des véhicules historiques appartenant au conservatoire Citroën. Une fidèle copie réalisée par le garagiste Frédéric Daunat est souvent visible dans les rassemblements de Citroën.
En 1971, l'équipage Deschazeaux/Plassard gagne le Rallye du Maroc avec une SM Groupe 4 en championnat international des marques.
En 1972, Guy Verrier participa aux essais qualificatifs des 24 Heures du Mans avec une SM inscrite en catégorie «Tourisme Spéciale», mais ne parvint pas à se qualifier.
En 1987, une SM à turbocompresseurs modifiée par Jerry Hathaway a atteint 325 km/h à Bonneville Salt Flats.

## Les SM Chapron

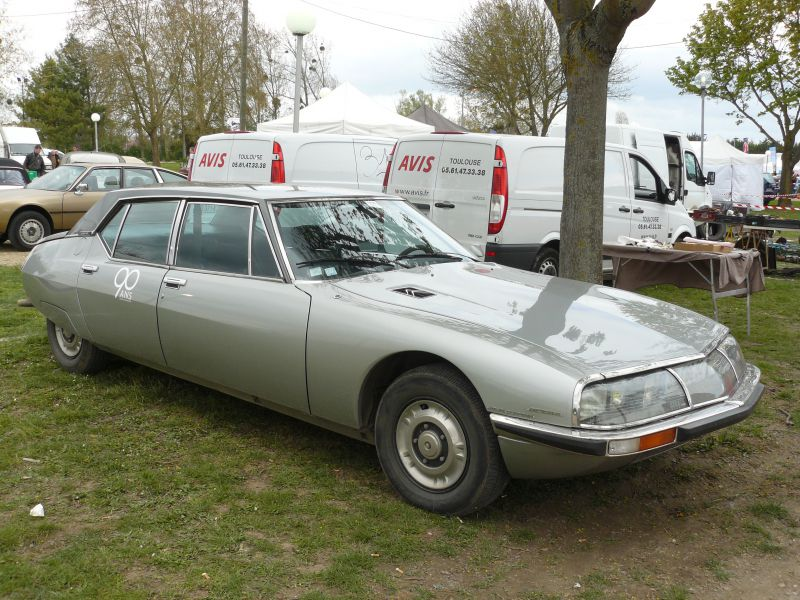
SM Chapron Opera.

Quelques exemplaires furent carrossés par le célèbre carrossier Henri Chapron de Levallois-Perret (Hauts-de-Seine).
Trois modèles ont vu le jour :
- SM Mylord : cabriolet sans arceau avec une capote en toile. Présentée au Salon de Paris 1971, la SM Mylord devait initialement être proposée par Citroën qui y a finalement renoncé. Il en sera produit cinq exemplaires de 1971 à 1973[11]. Note: Une SM Mylord a atteint plus de 600 000 € lors d'une vente en 2016.
- SM Opéra : berline tricorps à 4 portes sur un empattement rallongé de 29 cm (longueur : 5 190 cm). Présentée au Salon de Paris 1972, la SM Opéra sera produite à 7 exemplaires de 1972 à 1974[11]. Note: Une SM Opéra a atteint plus de 400 000 € lors d'une vente en 2018.

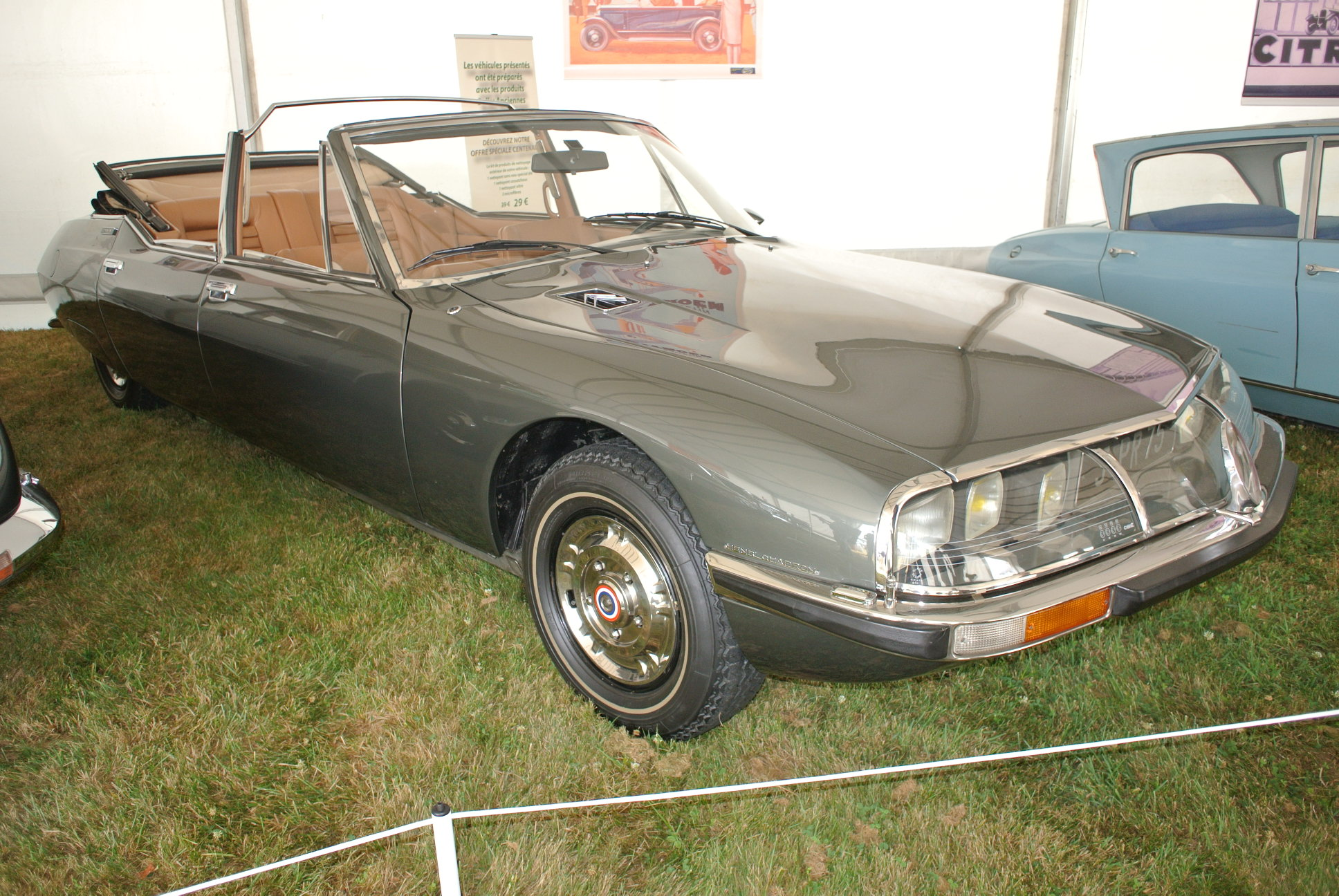
SM Présidentielle immatriculée 3 PR 75 présentée au rassemblement du centenaire en juillet 2019 à La Ferté-Vidame.

- SM Présidentielle : découvrable basée sur la SM Opéra au porte-à-faux arrière rallongé et longueur portée à 5,60 m. Les deux plus célèbres SM (immatriculées 2 PR 75 et 3 PR 75) ont été commandées en 1971 par le président Georges Pompidou pour les utiliser comme voitures officielles de l’Élysée[12]. Elles furent livrées en 1972 et inaugurées à l'occasion d'une visite officielle de la reine d'Angleterre[11].

En service jusqu'en 2007, elles restent toujours la propriété de la Présidence de la République. L'une d'entre elles est en dépôt chez Citroën.

## La SM Tissier
Cette SM est équipée d'un plateau porte-voiture et possède cinq essieux, dont quatre à l'arrière. Elle a été conçue par le carrossier Pierre Tissier, grand spécialiste des Citroën rallongées. Ce véhicule a été intégralement restauré par les ateliers SM2A de Mussy-sur-Seine qui s'en servent régulièrement.

## La fin

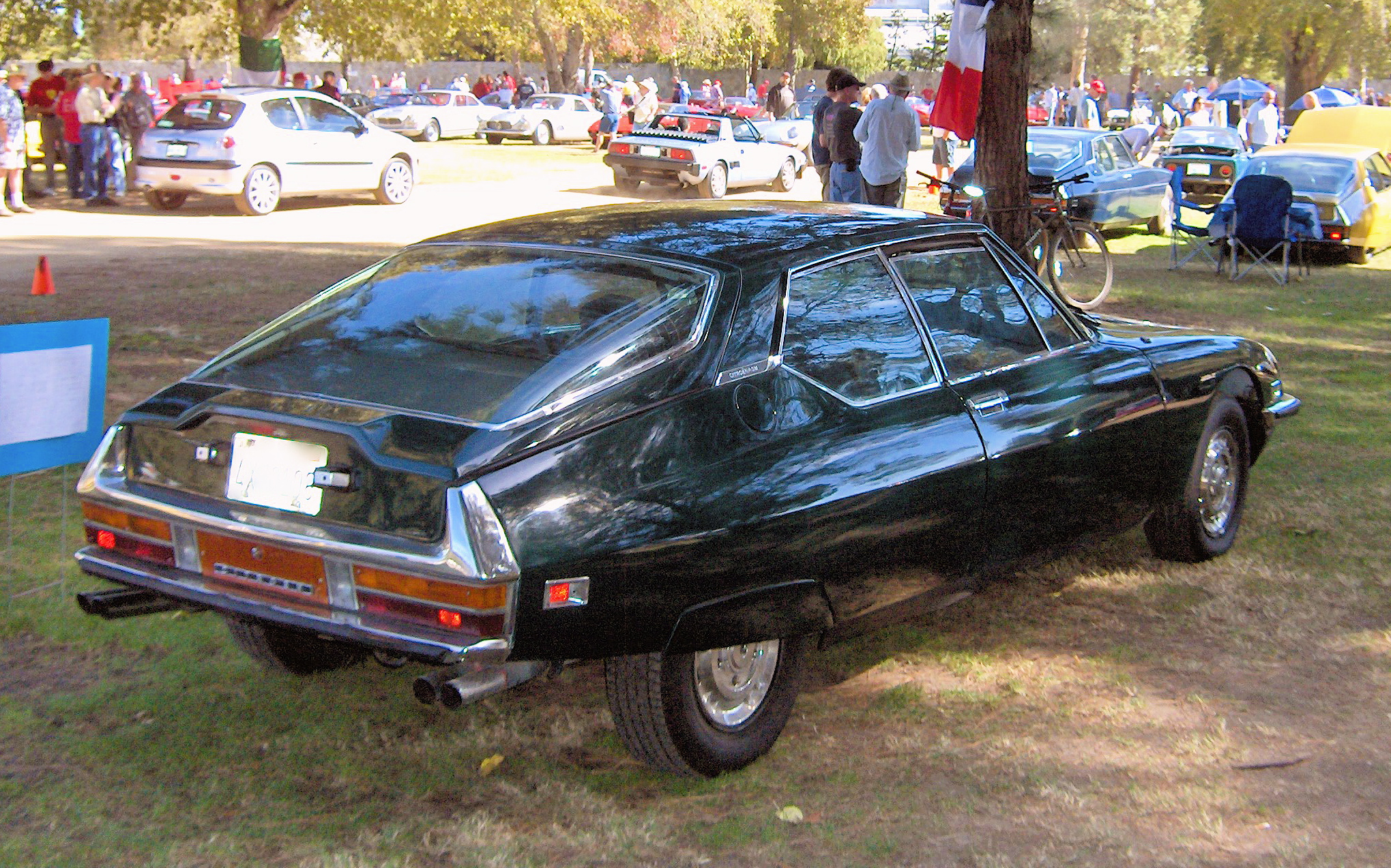
Vue arrière d’une Citroën SM U.S.

Après l'acquisition auprès de Michelin de la majorité du capital de Citroën en 1974, Peugeot vend Maserati à De Tomaso en mai 1975. Il n'y a alors plus aucune possibilité de produire la SM, ce qui laisse le terrain complètement dégagé pour permettre à Peugeot d'imposer sa 604 avec la volonté d'en faire la voiture haut de gamme française de cette deuxième moitié des années 1970.
Certains observateurs n'ont pas manqué d'attribuer l'arrêt de la SM à la crise pétrolière de 1973 et à l'instauration des limitations de vitesse en France, mais cela n'a guère influencé la vente d'autres autos comparables.
À partir de 1972, la diminution des ventes est imputable, d'une part à l'entretien pointu nécessaire pour cette auto hors normes, et d'autre part à la réputation de manque de fiabilité du moteur Maserati. Les bris de chaînes de distribution - le moteur en possède trois, dont la primaire soumise à rude épreuve, car entraînant un arbre intermédiaire emmenant non seulement les deux chaînes secondaires, mais aussi la pompe hydraulique, l'alternateur et le compresseur de la climatisation), les ruptures de soupapes creuses, remplies de sodium pour un meilleur refroidissement, le claquage de joint de culasse à cause d'un défaut de conception des chemises qui s'enfonçaient dans le bloc, et un dimensionnement trop juste du refroidissement, ainsi que des coulages de bielles, à cause d'une mauvaise conception de la pompe à huile et du carter moteur, etc. n'ont pas encouragé les ventes, d'autant que ces défauts n'ont jamais été réellement corrigés.
Si la SM, fidèle à l'image de la DS, peut accumuler plusieurs centaines de milliers de kilomètres sans problème, elle réclame néanmoins beaucoup de connaissances et de technicité de la part d'un service après-vente traditionnel, peu habitué aux mécaniques italiennes avec carburateurs multiples et dont la mauvaise synchronisation rend l'auto désagréable à la conduite en ville ou à basse vitesse. Cette SM nécessite en effet un traitement privilégié pour répondre à l'exigence bien légitime de son propriétaire, ce qui lui a valu le surnom de « Sa Majesté »[réf. nécessaire]. Il y a eu également et à sa décharge, une certaine réticence du réseau qui, n'ayant jamais commercialisé de voitures grand tourisme, n'était guère disposé à former du personnel pour une voiture relativement confidentielle et peu diffusée.
Le coût des moteurs Maserati étant élevé - équivalent à un 6 cylindres BMW à la réputation de fiabilité bien plus affirmée, certaines mécaniques ont été remplacées par des blocs de DS et de CX, essence ou diesel. Des SM ont ainsi été équipées, à titre individuel, de moteurs turbo-diesel issus de la CX. Georges Regembeau, référence en la matière à l'époque, avait conçu pour la SM un moteur turbo-diesel 4 cylindres 2,4 litres de 145 ch, ce qui était une prouesse à l'époque.
Georges Regembeau, surnommé « le sorcier », mécanicien renommé et grand spécialiste de la SM, qui s'était déjà distingué notamment en transformant un moteur de Traction Avant 15-Six avec injection directe mécanique (avant la Mercedes-Benz 300 SL) et compresseur Constantin, a aussi considérablement amélioré la fiabilité du moteur Maserati tout en le rendant plus performant et plus économique. Ainsi, son moteur 2,7 litres à injection électronique développait 250 ch au lieu de 178 ch à l'origine (240 ch au lieu de 170 ch pour la version à carburateurs). Il était accouplé à une boîte de vitesses avec un sixième rapport supplémentaire très long. Regembeau a même réalisé pour sa voiture personnelle une version développant 300 ch.
En Allemagne, une SM équipée de deux turbocompresseurs KKK a atteint 650 ch.
La Citroën SM ne fut jamais remplacée dans la gamme de son constructeur ; la version 4 portes sur châssis non rallongé ne verra jamais officiellement le jour même si Georges Regembeau réalisa un exemplaire destiné aux États-Unis. Un deuxième exemplaire, qui ne fut jamais terminé, dut être détruit à cause du mauvais état de la voiture résultant d'un long stockage dans de mauvaises conditions.
La SM est aujourd'hui devenue une icône automobile des années 1970 et les collectionneurs la recherchent, faisant suite à l’engouement pour les DS.

## La renaissance
Sur la base de voitures d'origine, en général non roulantes, la société française SM2A produit des SM repensées, reconstruites et optimisées à l'aune des standards automobiles du XXIe siècle. La production de ces SM 2, au prix de 230.000€ l'unité, n'excède pas 4 exemplaires par an. Les modifications ne sont, pour l'essentiel, pas visibles de l'extérieur.

## Propriétaires célèbres
Source
L'empereur et icône religieuse Haïlé Sélassié Ier d'Éthiopie a eu une SM alors que l'Ougandais Idi Amin Dada en possédait sept. Le Shah d'Iran a également beaucoup roulé en SM. Les acteurs américains Burt Reynolds, Dinah Shore, Lee Majors et Lorne Greene, le compositeur John Williams, le footballeur Johan Cruyff, le guitariste Dave Davies (the Kinks), le journaliste Bernard Pivot, le critique gastronomique Pascal Remy et les comiques Cheech Marin et Thomas Chong étaient propriétaires de SM. Fernand Raynaud s'est tué en Rolls deux jours après que sa SM fut volée. L'animateur vedette de NBC Jay Leno, grand collectionneur de véhicules, en possède une. François de Grossouvre, l'ami de François Mitterrand en a possédé une dans les années 1970, avec laquelle il a fait de nombreux trajets avec le futur président.
Le Président de la République Georges Pompidou a offert en octobre 1971 au secrétaire général du Parti Communiste d'URSS Léonid Brejnev lors de sa visite en France, pour un sommet France - URSS, une SM vert métalisé. Elle fut utilisée régulièrement par Brejnev avant d'être revendue après la fin de l'URSS à un collectionneur néerlandais

## Dans la culture populaire

### Cinéma

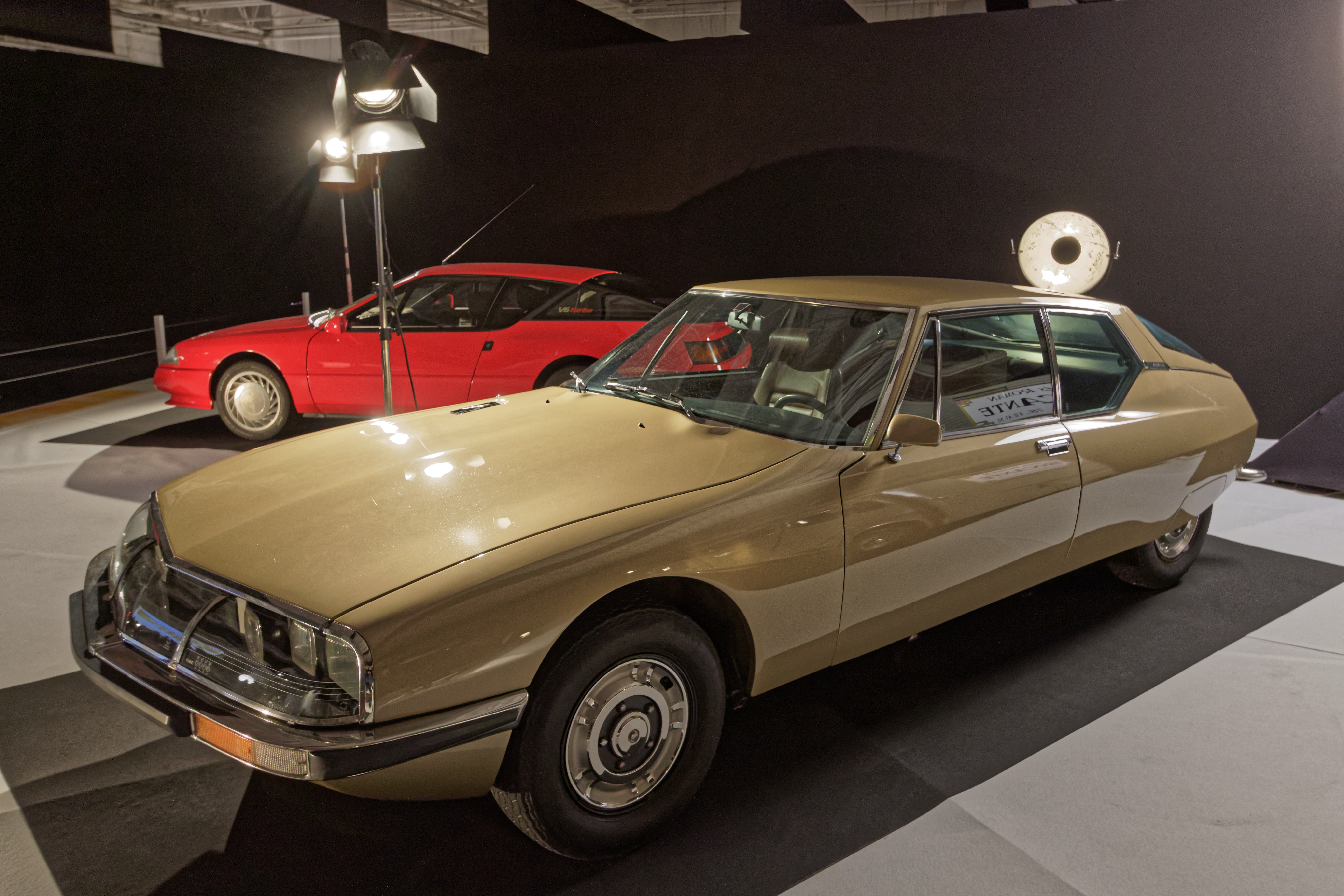
La SM de César et Rosalie, Mondial de l'Automobile, Paris 2016.

- Dans César et Rosalie (1972), Yves Montand conduit une SM couleur Sable métallisé (immatriculée 1921 XX 75)[20], descendant à petite vitesse la pente de la plage de la Corniche, à Sète.
- Dans Plein la gueule (1974), Burt Reynolds échappe à une flotte de voitures de police au volant d'une SM. L'année suivante, il croise plusieurs fois une SM (qui pourrait bien être son véhicule personnel) dans le film La Cité des dangers (Hustle) de Robert Aldrich.
- Dans La Grande Casse (1974), on aperçoit une SM blanche dans l'entrepôt où sont entreposées les voitures volées.
- Dans Folle à tuer (1975), Tomás Milián conduit une SM.
- Dans Zoolander (2001), Ben Stiller est enlevé en SM.
- Dans Envoyés très spéciaux (2009), Poussin, l'un des deux protagonistes, est un collectionneur de voitures et d'objets Citroën. Il possède une SM visible tout au long du film. Plus tard, sa femme vend la voiture à un collectionneur pour 50 000 €.
- Dans la scène finale de Killer Elite (2011), Danny Bryce (Jason Statham) se trouve au volant d’une Citroën SM de couleur Vert des Tropiques lorsqu’il retrouve à Paris son amie Anne Frazer (Yvonne Strahovski) qui vient de sortir d’une galerie marchande. Les dernières images dévoilent même l’immatriculation (réelle ou fictive) de cette SM : 293 BVQ 75.
- Dans OSS 117 : Alerte rouge en Afrique noire (2021), Jean Dujardin arrive au quartier général parisien avec sa SM couleur or.

### Télévision
- Une scène de la série télévisée Les Protecteurs de Gerry Anderson met en évidence une SM bleu platine en 1971.
- Dans l'épisode « Jeu d’identité » de la série américaine Columbo (épisode 3/6 de la saison 5, 1975), Patrick McGoohan apparaît à plusieurs reprises dans une SM vert métallisé[21].
- En 2021 dans The Grand Tour, Jeremy Clarkson termine l'épisode « Carnage à Trois » (saison 4, épisode 4) au volant d'une SM verte pour encenser cette dernière.

### Jeux vidéo
- Dans la mise à jour « Hipster toi-même ! » de Grand Theft Auto V, la Lampadati Pigalle est manifestement très inspirée de la SM.

### Musique
- Dans le clip vidéo Just My Imagination (1999)du groupe irlandais The Cranberries on peut apercevoir diverses Citroën dont une SM.
- Une SM au cœur du clip de Sven Vath et Miss Kittin pour leur reprise de Je t’aime moi non plus de Gainsbourg.
- La chanteuse Jem part à bord d'une SM à la fin du clip de la chanson It's Amazing (2008).
- Dans leur clip vidéo de la chanson L'équilibre (2014), le groupe pop-rock français Kyo se trouve à bord d'une SM.
- Dans le clip Venice (2017) de l'album Double V de Mister V, on voit ce dernier à bord d'une SM à Los Angeles.

### Autre
- En 2017, dans la publicité du parfum Scandal de Jean-Paul Gaultier, on peut voir une rare SM Opéra de Chapron[22].

### Vidéo
[vidéo] « CITROEN SM - première sortie première victoire Rallye Maroc 1971 », sur YouTube